# Hrabstwo Hudspeth

Piramida wieku hrabstwa

Hrabstwo Hudspeth – hrabstwo położone w USA, w stanie Teksas. Utworzone w 1917 r. Siedzibą hrabstwa jest Sierra Blanca. Z gęstością zaludnienia 0,29 os./km² należy do dziesięciu najsłabiej zaludnionych hrabstw Teksasu. 34% mieszkańców hrabstwa to kobiety.

## Sąsiednie hrabstwa
- Hrabstwo Otero, Nowy Meksyk (północ)
- Hrabstwo Culberson (wschód)
- Hrabstwo Jeff Davis (południe)
- Hrabstwo Presidio (południe)
- Hrabstwo El Paso (zachód)
- Gmina Guadalupe, Chihuahua, Meksyk (południe)
- Gmina Práxedis G. Guerrero, Chihuahua , Meksyk (południe)

## Gospodarka
Hrabstwo zajmuje 38. miejsce w Teksasie pod względem zysków z upraw. Do głównych działalności w hrabstwie, należą:
- produkcja siana (2. miejsce w stanie)[3]
- myślistwo, turystyka i górnictwo[4]
- uprawa bawełny, orzeszków ziemnych, orzechów pekan, papryki i warzyw[3][5]
- hodowla kóz i bydła, oraz przemysł mleczarski[3].

Z dochodem gospodarstwa domowego w 2023 roku na poziomie 39 336 dolarów, jest 10. najbiedniejszym hrabstwem Teksasu. 32% mieszkańców żyje poniżej relatywnej granicy ubóstwa.

## Miasta
- Dell City

## CDP
- Fort Hancock
- Sierra Blanca

## Demografia
- Latynosi – 68,2%
- biali niebędący Latynosami – 19,6%
- ludność czarna lub Afroamerykanie – 7,5%
- Azjaci – 2,9%
- rdzenni Amerykanie – 1,4%[2].